# أماندا بيريز
أماندا بيريز (31 يوليو 1994 بهايوارد في الولايات المتحدة - ) هي لاعبة كرة قدم مكسيكية وأمريكية في مركز الوسط. شاركت مع منتخب المكسيك تحت 17 سنة للسيدات لكرة القدم ‏ ومنتخب المكسيك لكرة القدم للسيدات. أما مع النوادي، فقد لعبت مع Washington Huskies ‏.

## وصلات خارجية
- أماندا بيريز على موقع الاتحاد الدولي (مؤرشف)  (الإنجليزية)
- أماندا بيريز على موقع الاتحاد الأوربي (الإنجليزية)
- أماندا بيريز على موقع اتحاد النرويج (النرويجية)
- أماندا بيريز على موقع بطولة كرة القدم المكسيكية للسيدات (الإسبانية)
- أماندا بيريز على موقع قاعدة بيانات كرة القدم.إي يو (الإنجليزية)
- أماندا بيريز على موقع Soccerway.com (الإنجليزية)
- أماندا بيريز على موقع عالم كرة القدم.نت (الإنجليزية)